# Markus-Oliver Schwaab
Markus-Oliver Schwaab (* 18. Januar 1964 in Saint-Julien-en-Genevois) ist ein deutscher Ökonom. Er ist seit 2000 als Professor im Human Resources Competence Center an der Hochschule Pforzheim tätig.

## Leben
Schwaab schloss 1990 sein Studium als Diplom-Ökonom an der Universität Hohenheim ab. Er war dort fünf Jahre Projektmitarbeiter am Lehrstuhl von Heinz Schuler. Er promovierte an der Universität Koblenz-Landau mit einer Dissertation zum Bildungscontrolling. Sein Doktorvater war Erich Dauenhauer. Schwab war zehn Jahre in der Wirtschaft tätig bei der Dresdner Bank, der Kreissparkasse Ludwigsburg und in der Groupe Danone, überwiegend in Führungsaufgaben des Personalmanagements. Im Jahr 2000 wurde er auf seinen Lehrstuhl an der Hochschule Pforzheim berufen.
Markus-Oliver Schwaab lehrt Personalmarketing, Personalplanung, Personalbeschaffung und strategisches Personalmanagement. Schwerpunktthema in der Forschung sind die Konsequenzen des demografischen Wandels, die Zeitarbeit und das Personalmarketing. Seit 2014 ist er an der Fakultät für Wirtschaft und Recht der Hochschule Pforzheim auch Prodekan.
Zusammen mit seinen Kollegen aus dem Pforzheimer Human Resources Competence Center wurde Schwaab 2008 der Landeslehrpreis Baden-Württemberg verliehen.
Schwaab ist verheiratet und hat drei Kinder.

## Publikationen (Auswahl)
- Die Attraktivität deutscher Kreditinstitute bei Hochschulabsolventen : eine empirische Untersuchung zum Personalmarketing. Schäffer, Verlag für Wirtschaft und Steuern, Stuttgart 1991, ISBN 3-8202-0637-X.
- Strukturierte Auswahl externer Trainer: eine empirische Studie zum Bildungscontrolling. Hampp, Mering 2002, ISBN 3-87988-695-4.
- Markus-Oliver Schwaab (Hrsg.): Fusionen: Herausforderungen für das Personalmanagement. Verlag Recht und Wirtschaft, Heidelberg 2003, ISBN 3-8005-7297-4.
- Markus-Oliver Schwaab (Hrsg.), Ariane Durian (Hrsg.): Zeitarbeit: Chancen – Erfahrungen – Herausforderungen. Gabler, Wiesbaden 2009, ISBN 978-3-8349-1277-0.
- Markus-Oliver Schwaab (Hrsg.): Führen mit Zielen: Konzepte – Erfahrungen – Erfolgsfaktoren. Gabler, Wiesbaden 2010, ISBN 978-3-8349-0835-3.